# The Microsoft Sound
The Microsoft Sound est l'effet sonore joué par défaut au démarrage de Microsoft Windows.
Au démarrage de Windows 3.1, le son était un simple accord (nommé tada.wav) ; à partir de Windows 95, il s'agissait d'un son plus complexe, long de 6 secondes, et composé par Brian Eno (The Microsoft Sound.wav).